# (31920) Annamcevoy
2000 GX69 (asteroide 31920) é um asteroide da cintura principal. Possui uma excentricidade de 0.07439200 e uma inclinação de 7.12556º.
Este asteroide foi descoberto no dia 5 de abril de 2000 por LINEAR em Socorro.